# Iliá Márchenko
Iliá Vasílovych Márchenko (Kamianské, 8 de septiembre de 1987) es un jugador de tenis ucraniano. En su carrera no ha conquistado torneos a nivel ATP y su mejor posición en el ranking fue n.º 49 en septiembre de 2016, mientras que en dobles alcanzó el puesto 268 del ranking mundial el 25 de agosto de 2014.

## Carrera
Ha ganado hasta el momento tres títulos de la categoría ATP Challenger Series, siendo dos en modalidad individuales y el restante en dobles. 
En el año 2009 ganó su primer título al hacerse con la PTT Cup derrotando en la final al germano Florian Mayer. Tuvo que esperar hasta el año 2012 para ganar otro título nuevamente en la ciudad rusa de Penza, derrotando en la final al local Yevgueni Donskói por 7-5 y 6-3.
En el año 2013 obtiene su primer título en dobles, junto a su compatriota Sergiy Stajovski
derrotaron en la final a la pareja formada por el lituano Ričardas Berankis y el croata Franko Škugor para ganar el Open d'Orléans.
Desde el año 2008 es integrante del Equipo de Copa Davis de Ucrania.

## Títulos Challenger; 12 (9 + 3)
| Leyenda             | Individuales | Dobles |
| ------------------- | ------------ | ------ |
| ATP Challenger Tour | 9            | 3      |

### Individuales
| N.º | Fecha      | Torneo                   | Superficie | Oponente en la final | Resultado        |
| --- | ---------- | ------------------------ | ---------- | -------------------- | ---------------- |
| 1.  | 16.08.2009 | Challenger de Estambul-2 | Dura       | Florian Mayer        | 6:4, 6:4         |
| 2.  | 22.07.2012 | Challenger de Penza      | Dura       | Yevgueni Donskói     | 7:5, 6:3         |
| 3.  | 16.11.2014 | Challenger de Brescia    | Dura (i)   | Farrukh Dustov       | 6:4, 5:7, 6:2    |
| 4.  | 11.10.2015 | Challenger de Mons       | Dura (i)   | Benjamin Becker      | 6:2, 6:7(8), 6:4 |
| 5.  | 24.06.2016 | Challenger de Recanati   | Dura       | Ilia Ivashka         | 6:4, 6:4         |
| 6.  | 24.09.2017 | Challenger de Esmirna    | Dura       | Stephane Robert      | 7:6(2), 6:0      |
| 7.  | 06.10.2019 | Challenger de Nur-Sultan | Dura (i)   | Yannick Maden        | 4:6, 6:3, 6:4    |
| 8.  | 14.02.2021 | Challenger de Biella     | Dura (i)   | Andy Murray          | 6:2, 6:4         |
| 9.  | 29.07.2023 | Challenger de Salinas    | Dura       | Matija Pecotić       | 6:4, 6:4         |

### Dobles
| N.º | Fecha      | Torneo                   | Superficie | Pareja           | Oponente en la final            | Resultado   |
| --- | ---------- | ------------------------ | ---------- | ---------------- | ------------------------------- | ----------- |
| 1.  | 29.09.2013 | Challenger de Orléans    | Dura (i)   | Sergiy Stajovski | Ričardas Berankis Franko Škugor | 7-5, 6-3    |
| 2.  | 29.09.2013 | Challenger de Brescia    | Carpet (i) | Denys Molchanov  | Roman Jebavý Błażej Koniusz     | 7-6(4), 6-3 |
| 3.  | 06.10.2019 | Challenger de Nur-Sultan | Dura (i)   | Harri Heliövaara | Karol Drzewiecki Szymon Walków  | 6-4, 6-4    |